# 카바르디노발카리야 공화국
카바르디노발카리야(러시아어: Кабарди́но-Балка́рия) 또는 카브발크, 그러나 공식적으로는 카바르디노발카리야 공화국은 북캅카스에 위치한 러시아의 공화국이다. 2021년 인구 조사 기준으로 인구는 904,200명이었다. 수도는 날치크이다. 이 지역에는 유럽에서 가장 높은 산인 옐브루스산이 있다. 5,642 m (18,510 ft). 옐브루스 산에는 박산강, 말카강 및 쿠반강의 세 강을 공급하는 22개의 빙하가 있다. 산은 일년 내내 눈으로 덮여 있다.

## 지리
캅카스산맥에 위치해 있고, 북동쪽은 평원 지역이다.
- 면적: 12,500 km2.
- 접한 곳:
  - 접한 지역: 스타브로폴 변경주(N/NE), 북오세티야–알라니야 공화국(E/SE/S), 카라차예보체르케시야 공화국(W/NW)
  - 접한 국가: 조지아(S/SW)
- 최고점: 옐브루스산(5,642 m).

### 시간대
모스크바 시간(MSK/MSD)에 놓여 있다. UTC와의 시차는 +0300 (MSK)/+0400 (MSD)이다.

### 강

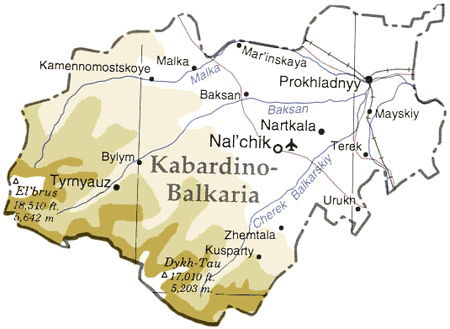
카바르디노발카리야의 상세 지도

- 테레크강(623 km)
- 말카강(216 km)
- 체렉강(131 km)
- 체겜강(102 km)
- 아르구단강
- 박산강
- 쿠르쿠진강
- 레스켄강
- 우루흐강

### 호수
100개 이상의 호수가 존재한다.
- 체리켈호(면적은 26,000 m2, 깊이는 368m)
- 하골루보예호
- 켈케첸호(177 m deep)
- 상골루보예호(깊이는 18m)
- 세크레트노예호
- 탐부칸스코이호 (면적: 1.77 km2, 깊이: 1.5~2m). 이 호수는 스타브로폴 지방에도 위치해 있다.

### 산
옐브르스산이 북캅카스와 유럽에서 가장 큰 산으로, 이 공화국에 위치해 있다.
- 디흐타우산(5,402 m)
- 코슈하타우산(5,151 m)
- 슈하라산(5,068 m)
- 푸슈킨봉(5,033 m)
- 미제르기산(5,025 m)

### 기후
- 1월 기후: -4 °C (평원), -12 °C (산악지대).
- 7월 기후: +23 °C (평원) +4 °C (산악지대)
- 강수량: 500-2,000 mm.

## 행정 구역
- 도시
  - 날치크(Нальчик, 수도)
    -       - 아디유흐(Адиюх)

  - 박산(Баксан)
  - 프로흘라드니(Прохладный)
- 군
  - 박산스키군(Баксанский)
  - 체겜스키군(Чегемский)
    -       - 체겜(Чегем)
      - 즈뵤즈드니(Звёздный)

  - 체렉스키군(Черекский)
    -       - 카시하타우 (Кашхатау)

  - 옐브루스키 군(Эльбрусский)
    -       - 티르니아우스(Тырныауз)

  - 레스켄스키군(Лескенский)
  - 마이스키군(Майский)
    -       - 마이스키(Майский)

  - 프로흘라드넨스키 군(Прохладненский)
  - 테르스키 군(Терский)
    -       - 테렉(Терек)

  - 우르반스키군(Урванский)
    -       - 나릇칼라(Нарткала)

  - 졸스키군(Зольский)
    -       - 잘루코코아제(Залукокоаже)

날치크가 카바르디노발카르 공화국의 수도이지만, 티르니아우즈가 공화국에서 가장 큰 도시이다.

## 주민
카바르디노발카르 공화국에서는 카바르디어와 발카르어가 쓰인다. 카바르디어는 코카서스어족에, 발카르어는 투르크어족에 속해 있다. 58 %가 카바르딘인, 12 %가 발카르인, 러시아인이 22 %를 차지한다. 그 밖에 오세트인 1.1 %, 튀르키예인 1.6 %, 우크라이나인 0.6 %, 아르메니아인 0.6 %, 한국인 0.5 %, 체첸인 0.2 %, 기타 6.0 %가 차지하고 있다.
| 연도                | 인구    | ±%     |
| ------------------- | ------- | ------ |
| 1926                | 230,923 | —      |
| 1959                | 420,115 | +81.9% |
| 1970                | 588,203 | +40.0% |
| 1979                | 674,605 | +14.7% |
| 1989                | 759,586 | +12.6% |
| 2002                | 901,494 | +18.7% |
| 2010                | 859,939 | −4.6%  |
| 2021                | 904,200 | +5.1%  |
| Source: Census data |         |        |

인구: 904,200 (2021년 인구 조사); 859,939 (2010년 인구 조사); 901,494 (2002년 인구 조사); 759,586 (1989년 인구 조사).
| 민족           | 2010년의 인구 수 | 비율   |
| -------------- | ---------------- | ------ |
| 카바르다인     | 490,5            | 57.2 % |
| 러시아인       | 193,2            | 22.5 % |
| 발카르인       | 108,6            | 12.7 % |
| 오세트인       | 9,1              | 1,1 %  |
| 튀르키예인     | 9,3              |        |
| 우크라이나인   | 4,8              | 0.6 %  |
| 아르메니아인   | 5,3              |        |
| 한국인         | 4,7              |        |
| 체첸인         | 4,2              |        |
| 독일인         | 2,5              |        |
| 집시           | 2,4              |        |
| 메스케티아인   | 2,3              |        |
| 아제르바이잔인 | 2,3              |        |
| 라크인         | 1,8              |        |
| 조지아인       | 1,7              |        |
| 카라차이인     | 1,3              |        |
| 인구시인       | 1,2              |        |
| 벨라루스인     | 1,2              |        |
| 유대인         | 1,1              |        |

## 역사
현대의 체르케스인(카소그스 라고도 함)이 적어도 기원전 6세기부터 카바르디노발카리야(당시 지치야로 알려짐)에 거주하고 있었던 것으로 알려져 있다. 1994년 7월 1일 카바르디노발카리야는 타타르스탄에 이어 두 번째 공화국이 되어 연방 정부와 권력 공유 협정을 체결하여 자치권을 부여했다.

## 정치
카바르디노발카리야 공화국의 정부 수반인 수반은 카즈베크 코코프이다. 공화국의 입법부는 의회이며, 5년 임기로 선출되는 72명의 의원으로 구성된다.
공화국은 2001년에 러시아 연방으로부터 독립적으로 공화국이 존재하는 것을 금지하는 새 헌법을 채택했다.

## 종교
카바르다인과 발카르인 모두 수니파 이슬람교를 주로 믿으며, 소수의 발카르인은 러시아 정교회를 믿고 있다.

## 같이 보기
- 옐브루스산